# Николас Йоану
Николас Йоану (на гръцки: Νικόλας Ιωάννου) е кипърски футболист, защитник, който играе за италианския Комо.

## Кариера
На 11-годишна възраст се присъединява към академията на английския Манчестър Юнайтед. През 2011 г. играе за отбора до 19 г. на червените дяволи срещу Чарлтън Атлетик в мач от турнира за младежката купа на лигата. През 2012 г. тежка контузия го вади от игра до края на сезона. През 2013/14 играе в групите на младежката лига на УЕФА. След като е освободен от Манчестър Юнайтед, на 24 април 2014 г. подписва 3-годишен договор с АПОЕЛ. Дебютира за отбора на 30 юли 2014 г. срещу ХЯК Хелзинки. На 5 ноември 2014 г., вече навършил 18 г. играе цял мач в групите на шампионската лига срещу Пари Сен Жермен на Парк де Пренс. През 2015 г. печели дубъл.

### Национален отбор
Поради двойното си гражданство, Йоану има право да избира да играе за Кипър или за Англия. През 2012 г. получава повиквателна за националния отбор на Кипър до 19 г. На 5 септември 2014 г. играе за Кипър до 21 г. срещу Белгия до 21 г. в квалификация за европейското първенство по футбол до 21 г.

## Отличия

### АПОЕЛ
- Кипърска първа дивизия (5): 2014/15, 2015/16, 2016/17, 2017/18, 2018/19
- Носител на Купата на Кипър (1): 2014/15

## Личен живот
Неговият баща Димитрис Йоану също е футболист, бивш национал на Кипър и понастоящем треньор.